# 小行星4747
小行星4747（英語：4747 Jujo）是一颗围绕太阳公转的小行星。1989年11月19日，上田清二、金田宏在钏路市发现了此天体。
这颗小行星的绝对星等为348.9598845813665等。